# Żleb Drège’a

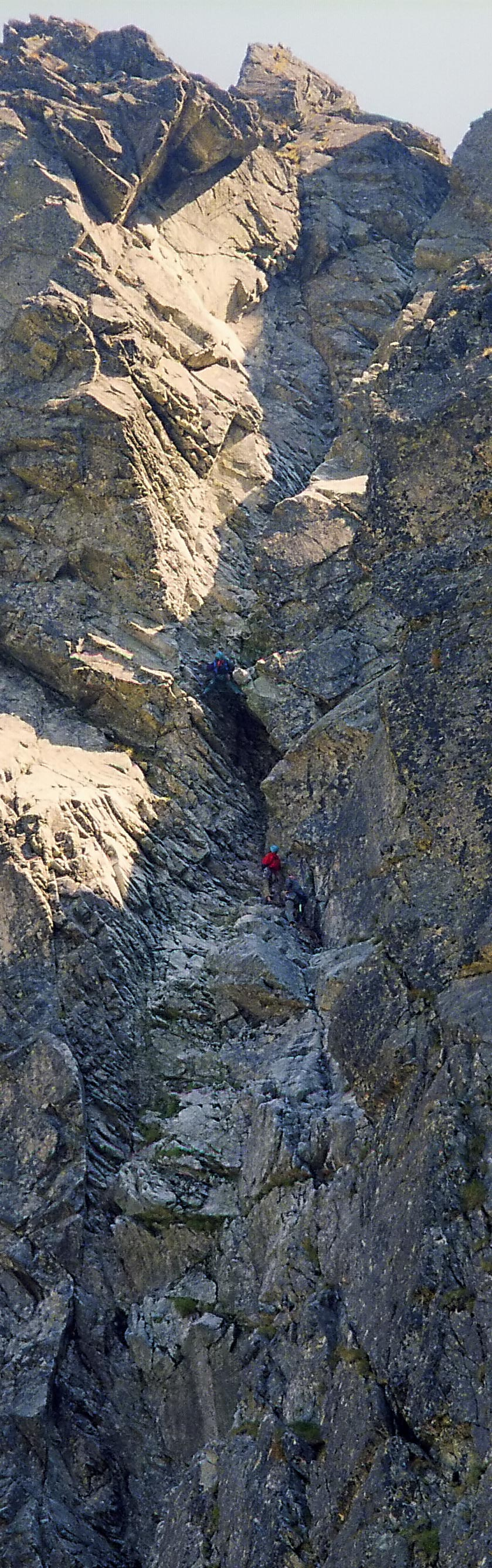
Zespół wspinaczkowy w Żlebie Drège’a

Żleb Drège’a (niem. Drege-Schlucht, słow. Žľab Dregea, węg. Drege-szakadék) – żleb w Tatrach znajdujący się w zachodniej ścianie Granatów, wyprowadzający na Skrajną Sieczkową Przełączkę pomiędzy Pośrednim a Skrajnym Granatem. Opada w stronę Czarnego Stawu Gąsienicowego. Ma około 400 m długości i jest zdradliwy. W górnej części jest to dość łagodny i szeroki, typowy żleb z kilkoma niewielkimi prożkami, zaś w części dolnej kończy się ponad 100-metrowej wysokości, niemal pionowym i w wielu miejscach przewieszonym kominem. Jest pułapką bez wyjścia dla turystów, którzy przy złej widoczności zgubili szlak i zeszli w ten żleb. Po kilku kilkumetrowych zsunięciach znajdą się nad owym kominem, którego nie sposób pokonać bez zjazdu na linie, w górę zaś powrót jest już niemożliwy.

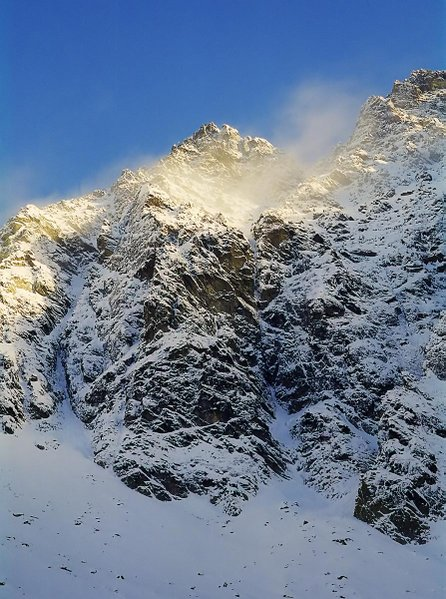
Częściowo skryta już w cieniu zachodzącego słońca zachodnia ściana Skrajnego Granata

W przeszłości był miejscem wielu śmiertelnych wypadków turystów, którzy zgubili drogę na Orlej Perci, ginęli w nim również taternicy wspinający się nim w górę. Nazwa pochodzi od nazwiska turysty, Jana Drège’a, który 22 sierpnia 1911 jako pierwszy w nim zginął. Wypadek miał miejsce podczas wycieczki, gdy zabłądziwszy wraz ze swoimi dwiema siostrami, postanowił schodzić wprost w kierunku widocznego Czarnego Stawu. Jego siostry wróciły na grań i odnalazły szlak Orlej Perci.
Drugi wypadek miał miejsce w 1914 r. 23 lipca na wycieczkę udali się Bronisław Bandrowski, jego siostra Maria oraz narzeczona Anna Hackbeilówna. W okolicy Granatów zgubili szlak. Hackbeilówna poszła szukać drogi i spadła ze ściany Granatów około 100 metrów, ponosząc śmierć na miejscu. Bandrowscy 27 lipca, wycieńczeni po 5 dniach nieudanych prób zejścia, znaleźli się w żlebie na małej półce skalnej nad 80-metrową przepaścią, z której nie mogli się już ruszyć ani w dół, ani w górę. Bronisław Bandrowski około godziny 13 popełnił samobójstwo, skacząc w przepaść. Maria Bandrowska, poważnie wycieńczona i bliska zamarznięcia, po skrajnie trudnej akcji została uratowana przez Tatrzańskie Ochotnicze Pogotowie Ratunkowe. Jej słowa: „Ostrożnie, tam przepaść!”, skierowane do schodzących po nią ratowników (Mariusza Zaruskiego, ówczesnego naczelnika Pogotowia, i Jędrzeja Marusarza), przeszły do historii.
Pierwsze przejście Żlebu Drège’a: Wanda Heniszówna, Zofia Radwańska-Kuleszyna i Tadeusz Orłowski 27 września 1938 r. – drogą trudną w skali tatrzańskiej.